# جامعة ييل
جامعة ييل، (بالإنجليزية: Yale University) هي جامعة خاصة تقع في كنتيكت. تأسست عام 1701. تعتبر ثالث أقدم معهد للتعليم العالي في الولايات المتحدة الأمريكية. وهي إحدى أعضاء رابطة اللبلاب لأعرق جامعات أمريكا. ولها ثاني أكبر منحة مالية (31.2 مليار دولار) بين الجامعات في العالم (بعد هارفارد) يتبرع به خريجوها. ويعمل بها 65 حائزًا على جائزة نوبل.
تتكون من 12 كلية: كلية ييل المرآزية لطلاب البكالوريوس، ومدَّة الدراسة فيها أربع سنوات ينال الطلاب بعدها شهادة بكالوريوس، وكلية الدراسات العليا في جامعة ييل للفنون والعلوم، لطلاب الماجستير والدكتوراه. إضافة إلى عشر كليات متخصصة أخرى. وكلية ييل هي المراكز المحوري والرئيسي للجامعة وتُدَرَّسُ فيها كافة مواد الفنون والعلوم. تقدم هذه الكلية في السنة أكثر من 2000 مادة دراسية موزعة على أكثر من 65 دائرة لطلاب البكالوريوس، وتُكَوِّنُ بذلك منهجاً متفوقاً يمتاز بعمق وبُعد استثنائيين. وأساتذة جامعة ييل معروفون بتفانيهم في خدمة طلابهم وهذا التزام تشتهر به ييل كثيراً، حيث يقوم أشهر أساتذتها المرموقين بتدريس مواد السنوات الأولى خاصة لطلاب البكالوريوس. ويعتبر الحصول على شهادة من هذه الجامعة بمثابة المفتاح السحري للثراء والمناصب الحكومية الحساسة.

## تاريخ ييل
ترجع جذور ييل إلى الأربعينات من القرن السابع عشر(1640) يوم عقد رجال دين مسيحيين من المستوطنين الأوروبيين عزمهم على تأسيس كلية في مدينة نيوهيفن من أجل الحفاظ على تقاليد التربية الأوروبية في العالم الجديد. تحققت هذه الرؤية سنة 1701 عندما أعطيت رخصة بتأسيس الجامعة. وفي سنة 1718 أعيد تسمية الجامعة بكلية ييل عرفاناً بالجميل للتاجرالويلزي «إليهو ييل» الذي تبرع بأرباح تسع صفقات ضخمة و 417 كتاباً وصورة للملك جورج الأول.
خلال القرنين التاسع عشر والعشرين أسِّسَت كليات الدراسات العليا والكليات المتخصصة، وهذا جعل من ييل جامعة متكاملة بكل معنى الكلمة وتضم كليات منها :
- 1810 : تم إنشاء كلية الطب
- 1822 :كلية اللاهوت
- 1824: كلية الحقوق في سنة
- 1847 :كلية الدراسات العليا والتي منحت سنة 1861 أول شهادة دكتوراه في الولايات المتحدة الأمريكية.
- 1869 : كلية الفنون في سنة 1869،
- 1894 : كلية الموسيقى
- 1900: كلية الغابات والبيئة
- 1923 : كلية التمريض
- 1955: كلية التمثيل المسرحي
- 1972 : فكلية العمارة في سنة
- 1974 : كلية إدارة الأعمال

وكانت ييل أولى الجامعات الأميريكية التي شرعت بتدريس اللغة العربية في الولايات المتحدة الأميريكية في عام 1841. وبدأت الجامعة بقبول الطلبات في الدراسات العليا في سنة 1869، وفي برنامج البكالوريوس في سنة 1969.

## الكليات السكنية
قامت ييل في بداية الثلاثينات من القرن الماضي ببناء وإحداث الكليات السكنية. أخذت الجامعة بتأسيس هذا النظام اقتداءً بنموذج الجامعات البريطانية القائمة منذ القرون الوسطى مثل جامعة أكسفورد وجامعة كامبريدج. وعن طريق هذا النظام المتميز تقوم الجامعة بتوزيع طلاب البكالوريوس على اثنتي عشرة مجموعة منفصلة، تسمى كل منها كلية، وتضم كلٌّ منها 450 طالباً.
ويوفِّر هذا النظام للطلاب جو الإلفة الخاص بالكليات الصغيرة، ويؤمن في الوقت ذاته المصادر المطلوبة والمتوافرة في جامعة رئيسية كبيرة تهتم بالبحوث. لكل كلية صرح معماري مستقل يشغل مساحة كبيرة ومقطعاً من المدينة يفصل بين شارعين، ويخلق مجتمعاً متجانساً حيث يعيش طلاب الكلية ويأكلون ويتعارفون ويقومون بكثير من النشاطات الأكاديمية وغير الأكاديمية. كل كلية من هذه الكليات لها رئيسها ولها عميدها بالإضافة إلى وجود عدد من الأساتذة الذين يُقيمون فيها إقامة دائمة ويُعرفون باسم «الأساتذة المقيمون».
ولكل كلية قاعة طعام ومكتبة وغرف دراسية وغرف مناقشات وغرف ترفيهية خاصة بها.

## ييل اليوم
أصبحت جامعة ييل إحدى أعظم جامعات العالم. طلابها البالغ عددهم 11000 يأتون من كافة الولايات المتحدة الأمريكية ومن 110 دولة في العالم. ويبلغ عدد أعضاء هيئة التدريس 2000 أستاذاً وأستاذة وهم مجموعة متميزة وغنية ومتنوعة ورائدة في حقول البحث والاختصاص. الحرم الأساسي للجامعة مساحته 170 أيكراً (69 هكتاراً) يمتد من كلية التمريض في وسط نيوهيفن إلى المنطقة السكنية المجاورة لظل الأشجار حيث تقع كلية اللاهوت. صُمِّمَ عدد كبير من أبنية ييل والبالغ عددها 225 بناءً من قبل مهندسين معماريين كانوا عباقرة عصورهم. يتنوَّع البنيان ما بين الطرازالمعماري النيو إنجلندي والطراز المعماري الفكتوري الغوطي المتميز وما بين عمارة التجديد الموري والعمارة المعاصرة. وتمثل أبنية ييل وأبراجها وساحاتها وممراتها وأبوابها وقناطرها «أجمل حرم جامعي مدائني في أمريكا الشمالية» كما وصفه أحد نقاد الهندسة المعمارية. وتقوم الجامعة بصيانة أكثر من 600 أيكراً (243 هكتاراً) من الحقول والساحات الرياضية والأراضي الطبيعية التي تبعد مسافة قصيرة عن مراكز المدينة.
تقوم ييل حالياً بأكبر عملية استثمار في مرافقها منذ ثلاثينات القرن الماضي. إذ أنشأت أبنية ومرافق جديدة لكلية الفنون، كما أنشأت مختبرات جديدة للعلوم والبيئة، إضافة إلى إنشاء مراكز جديد للياقة البدنية وأبنية جديدة لسكن الطلاب. وقامت الجامعة بعمليات صيانة تجديدية
واسعة النطاق للعمارات الأكاديمية التاريخية وللكليات السكنية لطلاب البكالوريوس.
وستوظف الجامعة في العقد القادم مبلغاً مماثلاً من المال وستستثمره في تحسين المرافق
الجامعية خدمة للطلاب وللباحثين.

## المكتبة
تقف المكتبة شامخة في قلب الجامعة، ونظامها الرائع والمتميز هو مثير للإعجاب، إذ تحتوي 11 مليون مجلد في الموضوعات العامة والمتخصصة إضافة إلى وجود أكثر من 5 أقسام تختص بموضوعات معينة مثل الأرشيفات والتسجيلات والخرائط والمجموعات الأثرية. وهي ثالث أكبر مكتبة في الولايات المتحدة وثاني أكبر مكتبة جامعية في العالم. وتحتوي على أكثر من 200,000 ألف مجلد عن التراث العربي والإسلامي، معظمها باللغة العربية، وكذلك 500,000 مجلد باللغات الاوربية متعلقة بالتراث العربي والإسلامي. وتحتوي أيضاً على 7000 ميكرو- فيلم وعلى 3,500 مخطوطة. ورغم مرآزية النظام فإن المكتبات موزعة في أكثرمن أربعين موقعاً كما آنها متفرقة في الحرم الجامعي. وتحتوي مكتبة إسترلينج الرئيسية ذات البناء الغوطي الفخم، على نصف مجموعة الكتب التي تملكه ا ييل تقريباً، وتحتوي مكتبة باينكي للكتب النادرة وللمخطوطات، وهي ذات طراز هندسي حديث ورائع، على أكثر من 800,000 كتاب ووثيقة نادرة. وأكثر من 5000 مخطوطة عربية وإسلامية. تاريخياً كان التركيز على المواد العربية أما اليوم فإن الجامعة تتعهد بتوسيع ممتلكاتها المكتبية لتشمل الفارسية والعثمانية والتركية. يستطيع حاملو المنح الدراسية عادة وباحثو مرحلة ما بعد الدكتوراه المدعوون إلى جامعة ييل من استخدام المكتبة بكافة فروعها. وتقوم الكليات التي تستضيفهم بتنظيم دورات خاصة لتعريفهم بالمكتبة. كما أن موظفي المكتبة مستعدون لتقديم أية مساعدة يحتاجها الباحث. زائرو جامعة ييل مدعوون لزيارة المكتبة المركزية (Sterling Memorial Library) والمكتبات والمجموعات الأخرى ساعات الدوام الرسمية. كما أن مركز زوار جامعة ييل يؤمن معلومات أكثر عن زيارة حرم الجامعة.

## الصالات والمتاحف

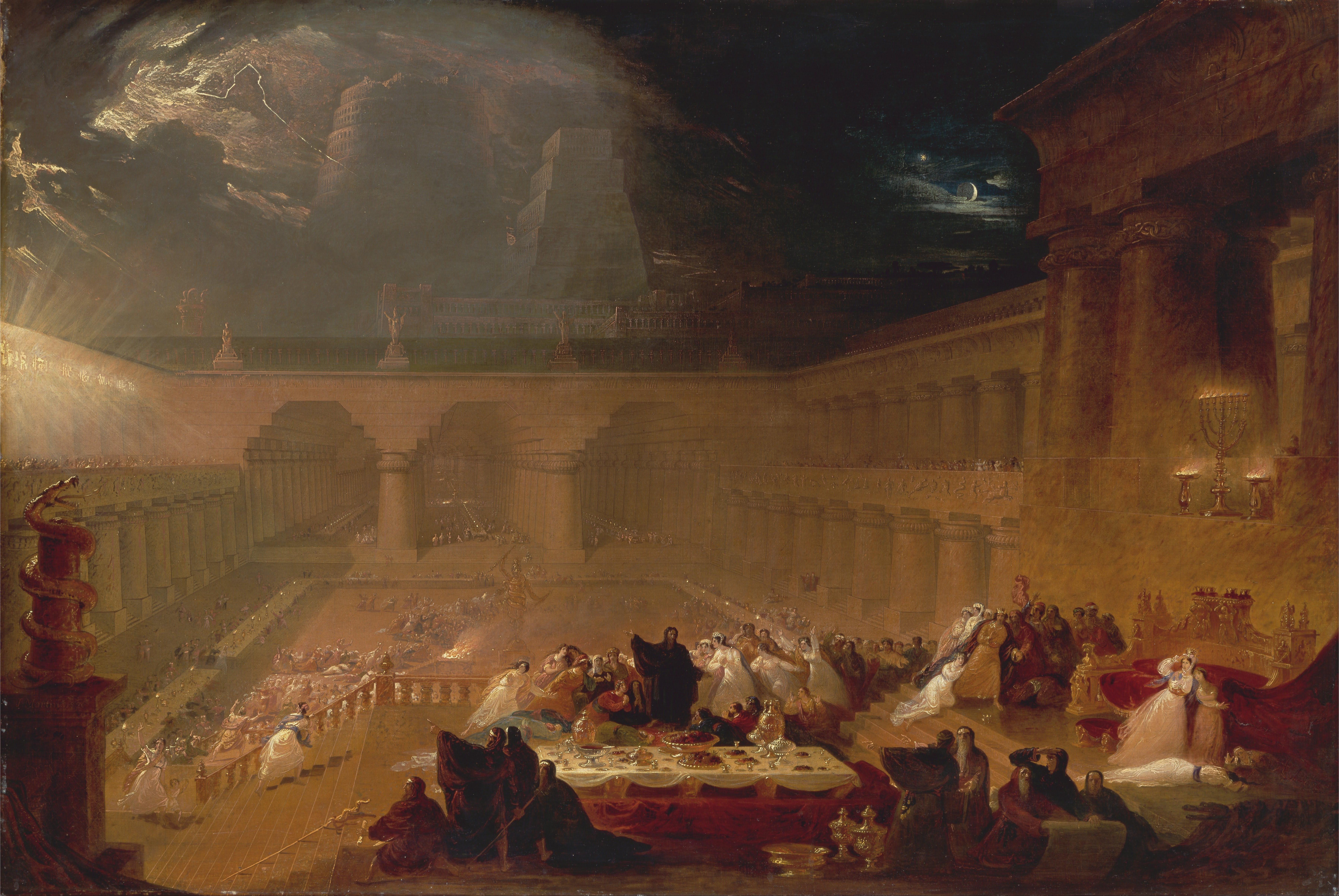
وليمة بلشاصر بريشة الرسام البريطاني جون مارتن. اللوحة محفوظة في متحف جامعة ييل.

تلعب متاحف ييل دوراً هاماً في حياة الجامعة وتزيدها غنىً. وتحتوي صالة ييل للفنون التي اُسِّسَت سنة 1832 على مجموعة ممتازة ما دأبت تنمو وتكبر حتى صارت واحدة من أهم الصالات الفنية العامة الكبرى في الولايات المتحدة. وبناءاها المتصلان معاً يحتويان أعمالاً رائعة من الفن القديم، وأعمالاً فنية من القرون الوسطى ومن عصر النهضة، ويشتملان على قطع أثرية جلبتها بعثات الجامعة التنقيبية من الشرق الأدنى والأقصى، بالإضافة إلى أعمال عباقرة الفن الأوروبي والأمريكي من كل عصر من العصور إلى جانب مجموعة وافرة من الفن الحديث والفن الأفريقي. وفي الجهة المقابلة لهذه الصالة على الشارع ذات
يقع مراكز ييل للفن البريطاني، وقد بدأ نشاطه في سنة 1977 ويحتوي على أعظم مجموعة من الفن البريطاني والكتب المصورة البريطانية خارج المملكة المتحدة.
وهناك متحف بيبودي للتاريخ الطبيعي الذي أسس سنة 1866 وفيه إحدى أعظم مجموعة للتاريخ الطبيعي في أمريكا الشمالية. ومن ممتلكاته مجموعة علم المعادن، ومجموعة علم الطيور، وهو ثاني أعظم مستودع لنتاج الدينوصورات الاصطناعية في الولايات المتحدة.
وهذه المؤسسات المذكورة، والتي تشمل صالة الفنون ومراكز الفن البريطاني ومتحف بيبودي، تمثل جزءاً صغيراً فقط من الكنوز التي تتضمنها مجموعات ييل. كما تجدر الإشارة إلى أن كل ممتلكات الجامعة هي في متناول أفراد الجامعة، طلاباً وأساتذة وموظفين. ورغم عظمة ما تملكه الجامعة، فإن الطلاب هم أعظم ثروات ييل. كما أن الأساتذة يوسعون آفاقهم باستمرار مما يقدم لهم طلابهم من اكتشافات ومن وجهات نظر جديدة.

## العلوم والهندسة
نظراً لتمَيّز ييل بالدراسات الإنسانية والعلوم الاجتماعية، فإن كثيراً من الناس لا يدركون أنها أيضاً إحدى أهم الجامعات في مجال البحث العلمي في الولايات المتحدة. إن برامج ييل في علوم الأحياء والكيمياء والفيزياء والفيزياء الحيوية الجزئية والكيمياء الحيوية وفي علوم الفلك والرياضيات وعلوم الكمبيوتر وعلوم البيئة والجيولوجيا والجيو- فيزياء وفي حقول علمية أخرى، تعتبر في طليعة برامج جامعات الولايات المتحدة وأفضلها قاطبة. إن الموارد وتسهيلات الدراسة المتوفرة لطلاب البكالوريوس هي ممتازة في أي قسم من هذه الأقسام، وكذلك في أقسام أخرى لم يأتِ ذكرها مثل الهندسة الكيميائية والكهربائية والبيئية والميكانيكية. واعتماداً على القوة والتفوق الذين تتمتع بهما الجامعة، فإن ييل ستقوم باستثمار أكثر من 500 مليون دولار في العقد المقبل وستوظفها في حقل توسيع مختبراتها وتجديدها، وفي إنشاء مرافق تدريسية في مجال العلوم والهندسة، إضافة إلى 500 مليون دولار أخرى ستستثمرها في إنشاء مرافق للبحوث الطبية والبيو- تكنيكية.

## نشاطات جامعة ييل الدولية في الدول النامية
كانت ييل تقوم بنشاطات دولية خارج الولايات المتحدة منذ السنوات الأولى من القرن التاسع عشر، يوم قام مدرسو الجامعة بالدراسة والبحث في الخارج. وقد كانت ييل في مقدمة الجامعات التي استقبلت الطلاب الأجانب. وقد حضر أول طالب من أمريكا اللاتينية إلى ييل في الثلاثينات من القرن التاسع عشر. وكانت ييل هي السَّباقة بين الجامعات الأمريكية في قبول أول طالب صيني، كان ذلك سنة 1850.
إن الجامعة اليوم مهتمة اهتماما كبيراً بالدراسات الدولية، وتقوم بتدريس أكثر من خمسين لغة أجنبية وتقدم أكثر من 600 مادة دراسية في الشؤون الدولية. أصبح مراكز (ماآميلان) للدراسات الدولية ودراسات مناطق العالم منذ أربعة عقود مرآزاً ذا أهمية بالغة ويقدم الآن ستة تخصصات لطلاب البكالوريوس وأربعة برامج ماجيستير إضافة إلى عِدَّة نشاطات للأبحاث. إن مراكز دراسة اللغات، ومراكز دراسة العولمة، ومراكز دراسة الاقتصاد الدولي،
قد دفعت قدماً بعجلة ازدهار البرامج والنشاطات الدولية في كليات ييل واقسامها المهتمة بالدراسات المهنية والعملية والدولية.
إن ييل فخورة بازدياد عدد الطلاب الدوليين الدارسين في الجامعة. يتم قبول طلاب البكالوريوس الأجانب في كلية ييل وفقاً لسياسة الجامعة التي تتم بدون النظر إلى أوضاع الطلاب المالية. وهذه السياسة تنظر في ملف كل طالب متقدم إلى الكلية على أساس مؤهلاته، كما توفر المساعدات المالية، إن لزم الأمر، لتغطية مصاريف الالتحاق بالكلية. هذه السياسة تقدم مساعدة مالية للطلاب الأجانب بنفس المقاييس المعطاة للطلاب الأمريكيين، ساعية في ذلك إلى إحضار أقوى المرشحين في العالم وأكثرهم قدرة للدراسة في ييل من أنحاء المعمورة.
تعتبر رابطة الطلاب المسلمين في ييل هي من أكثر المنظمات الطلابية نشاطاً. وتوفر ييل للمسلمين مكاناً خاصاً لصلاة الجمعة. وهناك إمام مقيم في الجامعة. وتوفر مطاعم كليات الجامعة اللحم الحلال، وتقوم بعمل ترتيبات خاصة للمسلمين خلال شهر رمضان.
تقبل بعض برامج الدراسات العليا أكثر من ثلاثين بالمئة من طلابها من الخارج، وتبلغ نسبة الطلاب الأجانب في ييل أكثر من ست عشرة بالمئة من إجمالي مجموع الطلاب في الجامعة. كما يعمل برنامج الزملاء العالميين في ييل على إحضار قادة ناشئين من كافة أنحاء العالم كل خريف.
وهناك أكثر من 1900 باحث أجنبي من أكثر من 100 دولة يأتون للإقامة في ييل سنوياً.

## المنهج الدراسي
يتبع طلاب جامعة ييل منهجًا دراسيًا في الفنون الحرة مع تخصصات قسمية، وينتظمون في نظام اجتماعي للكليات السكنية.
انجرفت جامعة ييل مع الحركات الفكرية الكبرى في تلك الفترة - الصحوة الكبرى والتنوير - بفضل الاهتمامات الدينية والعلمية للرئيسين توماس كلاب وعزرا ستايلز. وكان لهما دور محوري في تطوير المناهج العلمية، في ظل مواجهة الحروب، والاضطرابات الطلابية، والكتابة على الجدران، وعدم جدوى المناهج، والحاجة الماسة للتمويل، والخلافات مع الهيئة التشريعية في ولاية كونيكتيكت.
اعتبر الدارسون الأمريكيون الجادون في اللاهوت واللاهوت، وخاصة في نيو إنجلاند، اللغة العبرية لغةً كلاسيكية، إلى جانب اليونانية واللاتينية، وأساسية لدراسة العهد القديم بنسخته الأصلية. جلب القس ستايلز، رئيس الجامعة من عام 1778 إلى عام 1795، معه اهتمامه باللغة العبرية كوسيلة لدراسة النصوص التوراتية القديمة بلغتها الأصلية، حيث ألزم جميع الطلاب الجدد بدراسة العبرية (على عكس جامعة هارفارد، حيث كان يطلب من طلاب الصفوف العليا فقط دراستها)، وهو المسؤول عن العبارة العبرية אורים ותמים (أوريم وتوميم) على ختم جامعة ييل. تخرج ستايلز من جامعة ييل عام 1746، وانضم إلى الجامعة بخبرة في مجال التعليم، بعد أن لعب دورًا أساسيًا في تأسيس جامعة براون. واجه ستايلز أكبر تحدٍّ عام 1779 عندما احتلت القوات البريطانية نيو هافن وهددت بتدمير الكلية. ومع ذلك، تدخل خريج جامعة ييل إدموند فانينغ، سكرتير الجنرال البريطاني المسؤول عن الاحتلال، وأنقذت الكلية. في عام 1803، منح فانينغ درجة دكتوراه فخرية في القانون.

## الطلاب
بصفتها الجامعة الوحيدة في ولاية كونيكتيكت، من عام 1701 إلى عام 1823، قامت جامعة ييل بتعليم أبناء النخبة. وشملت الجرائم التي يعاقب عليها لعب الورق، وارتياد الحانات، وتدمير ممتلكات الجامعة، وأعمال العصيان. تميزت جامعة هارفارد باستقرار ونضج هيئة التدريس فيها، بينما اتسمت جامعة ييل بالشباب والحماس.
أدى التركيز على الدراسات الكلاسيكية إلى ظهور جمعيات طلابية خاصة، مفتوحة فقط بدعوة، والتي نشأت كمنتديات لمناقشة العلوم والأدب والسياسة. كانت أولى هذه الجمعيات جمعيات للمناظرة: كروتونيا عام 1738، ولينونيا عام 1753، وإخوان الوحدة عام 1768. وما تزال لينونيا وإخوان الوحدة قائمين؛ ويمكن العثور على إحياء لذكراهما من خلال أسماء أُطلقت على مباني الحرم الجامعي، مثل فناء إخوان الوحدة في كلية برانفورد.

## أشهر خريجيها
- الرئيس الأمريكي جورج هـ.و. بوش
- الرئيس الأمريكي بيل كلينتون
- الرئيس الأمريكي جورج و. بوش
- الرئيس الأمريكي ويليام هوارد تافت
- الرئيس الأمريكي جيرالد فورد
- سيناتور هيلاري رودام كلينتون
- ديك تشيني
- سيناتور جون كيري
- سيناتور جو ليبرمان
- المرشح الديمقراطي السابق للرئاسة هوارد دين
- عالِم الرياضيات الأمريكي ايرفينغ سيغال.
- إروين هينكلي بربور، جيولوجي وعالم حفريات.